# Isoethylvanillin
Isoethylvanillin (4-Ethoxy-3-hydroxybenzaldehyd) ist eine organische chemische Verbindung mit der Summenformel C9H10O3. Es ist ein Derivat des Benzaldehyds mit einer zusätzlichen Hydroxy- und einer Ethoxygruppe. Es ist ein Isomer zum Ethylvanillin, von dem es sich nur durch die Stellung der Ethoxygruppe unterscheidet. Anstatt an Position 3 ist diese hier an Position 4 vorzufinden. Hydroxy- und Ethoxygruppe tauschen im Vergleich zum Ethylvanillin die Plätze. Es leitet sich aber auch vom Isovanillin ab, indem man die Methylgruppe gegen eine Ethylgruppe austauscht.
| Struktur von Isoethylvanillin | Struktur von Ethylvanillin |
| Isoethylvanillin              | Ethylvanillin              |
Isoethylvanillin entsteht beim Erwärmen von 3,4-Dihydroxybenzaldehyd mit Diethylsulfat in ethanolischem KOH.